# James Hall (1761-1832)
James Hall, IV Baronetto (Dunglass, 1761 – Edimburgo, 1832), è stato un geologo scozzese.
Parlamentare per St. Michael dal 1807 al 1812, verificò sperimentalmente le teorie di James Hutton sul metamorfismo. Suo figlio fu il navigatore Basil Hall.